# Mary Archer
Mary Doreen Archer (Epsom, 22 de diciembre de 1944) es una científica británica especializada en conversión de energía solar.

## Temprana edad y educación
Es la hija menor de Harold N. Weeden, un contador público, y Doreen Cox, quien se casó en 1937. Asistió a Cheltenham Ladies 'College, antes de estudiar química en St Anne's College, Oxford. Luego pasó a estudiar un doctorado en química física en el Imperial College de Londres.

## Carrera profesional
Después de un breve período de docencia en la Universidad de Oxford, Mary Weeden trabajó como investigadora científica con Sir George Porter en la Royal Institution de Londres. Fue durante este período que se interesó por la fotoelectroquímica, y ha escrito y dado conferencias sobre el tema. A mediados de la década de 1970, fue nombrada miembro de la Junta Directiva de la Sociedad Internacional de Energía Solar. Entre 1976 y 1986, fue profesora de Química en las universidades Newnham College y Trinity College de la Universidad de Cambridge. De 1984 a 1991, fue directora del Museo Fitzwilliam Trust en Cambridge. 
De 1988 a 2000 fue presidenta de la Fundación Nacional de Energía de Inglaterra, que promueve la mejora del uso de la energía en los edificios. Más tarde se convirtió en su presidenta y actualmente es su patrocinadora. También es presidenta de la Sociedad de Energía Solar del Reino Unido (UK-ISES). Es compañera del Energy Institute y fue galardonada con la Medalla Melchett del Instituto en 2002.
Ha escrito y contribuido a varios volúmenes de trabajo relacionados con la energía solar, incluidos los enfoques fotoquímicos y fotoelectroquímicos para la conversión de energía solar, que tardó 15 años en escribirse. Fue coeditora de Clean Electricity from Photovoltaics (2001); Fotosíntesis molecular a global (2004); La Cátedra 1702 de Química en Cambridge: Transformación y Cambio (2005) y Sistemas Nanoestructurados y Fotoelectroquímicos para la Conversión de Fotones Solares (2008).
Fue presidenta de Cambridge University Hospitals NHS Foundation Trust (incorporando Addenbrooke's y Rosie Hospitals) durante diez años hasta 2012, habiendo sido anteriormente directora no ejecutiva (1993-1999) y vicepresidenta (1999-2002) del Addenbrooke's Hospital del NHS. Entre 2005 y 2008, dirigió una iniciativa pionera financiada por el NHS para crear ayudas para la toma de decisiones para pacientes con cáncer de próstata localizado (o HPB). En 2007 recibió el premio Eva Philbin del Instituto de Química de Irlanda. Fue directora fundadora de Cambridge University Health Partners, 2009-2012, y vicepresidenta de ACT (Addenbrooke's Charitable Trust) de 1997 a 2015. Actualmente dirige un grupo para crear un PDA en línea e información / asesoramiento para pacientes con cáncer de vejiga en el Hospital de Addenbrooke y en la Red de Cáncer de Anglia.
El 24 de febrero de 2020, Dame Mary fue instalada como rectora de la Universidad de Buckingham.

## Honores / Legado
Mary Archer fue nombrada Dama Comandante de la Orden del Imperio Británico (DBE) en los Honores de Cumpleaños de 2012 por sus servicios al Servicio Nacional de Salud.
En diciembre de 2013, se abrió una nueva carretera de enlace en Cambridge que conecta Addenbrooke's Road con el lado sur del hospital frente a la extensión Rosie. Esta carretera recibió el nombre de Dame Mary Archer Way en reconocimiento a los logros de la expresidente.